# Horní Řasnice
Horní Řasnice é uma comuna checa localizada na região de Liberec, distrito de Liberec‎.